# Râul Flosa
Râul Flosa este un curs de apă, afluent al râului Scroafa. 